# بويتسنبورغ
بويزنبورغ (بالألمانية: Boizenburg) هي بلدة ألمانية تقع في ألمانيا في مكلنبورغ فوربومرن. يقدر عدد سكانها بـ 10,756 نسمة .

## توأمة
لبويتسنبورغ اتفاقيات توأمة مع:
- لاونبورغ